# 柳庆远
柳庆远（458年—514年），字文和，河东郡解县（今山西省运城市临猗县）人。南朝宋太尉柳元景之侄。

## 家世
出生於官僚世家河东柳氏东眷。
- 五世祖柳纯，晋太常。
- 高祖柳卓，自河东郡迁于襄阳，官至汝南太守。
- 曾祖柳恬，西河太守。
- 祖柳凭，冯翊太守。
- 父柳叔珍，宋员外散骑常侍、义阳内史。生柳庆远、柳季远。
- 伯父柳元景

## 生平
柳庆远在南朝齐为魏兴太守。后为襄阳令，被京兆人杜恽推荐给萧衍为雍州别驾。庆远见萧衍有人君之象，竭诚协助萧衍上位。萧衍起兵，庆远为谋主，从军东下，身先士卒。萧衍对他赞叹不已，称：“人人若是，吾又何忧。”萧衍入建康城后，任侍中，兼淮陵、齐昌二郡太守。有次夜里城内起火，引起人们混乱惊惧，萧衍于是将宫中诸门钥匙交托给他保管，对他信任有加。
萧衍霸府建，任为从事中郎。萧衍受禅登基后，封重安侯，位散骑常侍，天监二年（503年），改封云杜县侯。四年出为雍州刺史，加都督。十三年卒官，年五十七，赠开府仪同三司，諡曰忠惠侯。他的棺木回到京城时，武帝亲出迎接。

## 子孙
- 长子柳津，字元举，历散骑常侍，太子詹事，袭封云杜侯。
  - 孙：柳仲礼，梁司州刺史、阳泉县侯，坐视台城被侯景攻陷，诸军随方各散。与弟敬礼、羊鸦仁、王僧辩、赵伯超并开营降侯景。后与西魏大将杨忠大战于安陆漴头，大败，并弟柳子礼被俘于魏。
    - 曾孙：柳玄
    - 曾孙：柳彧，字幼文，隋治书侍御史。
      - 玄孙：柳绍，介休令、太子左庶子。
      - 玄孙：柳自然，九门县令。女儿嫁魏王府父主簿唐逖[1]。

  - 孙：柳敬礼，掠卖人口，粗暴无行，为百姓所苦，故襄阳有柳四郎歌。后谋叛侯景，被建安侯萧贲告发，遇害。
  - 孙：柳子礼，与柳仲礼一同被西魏俘虏

## 延伸阅读
[在维基数据编辑]
 《梁書·卷09》，出自姚思廉《梁書》